# NHIndustries NH90
L'NHI NH90 (NATO Helicopter per gli anni novanta) è un elicottero multiruolo biturbina medio con rotore a quattro pale, sviluppato a partire dagli anni novanta dal consorzio internazionale NHIndustries, costituito da Leonardo (nuovo nome di Finmeccanica assunto dal 2017, in precedenza dall'AgustaWestland, confluita in Leonardo-Finmeccanica nel 2016), la franco-tedesca Eurocopter e GKN Fokker Aerospace B.V., in precedenza Stork Fokker Aerospace.
L'NH90 è il primo elicottero al mondo completamente "fly-by-wire" e viene realizzato utilizzando estesamente i materiali compositi. Impiegato a partire dal 2007 dalle Forze armate tedesche (Bundeswehr) e dal 2008 dall'Esercito Italiano, è stato ordinato dalle forze armate di molti paesi nel mondo.
La denominazione utilizzata dal Ministero della difesa italiano è UH-90A per la versione terrestre (TTH), e SH-90A per la versione navale (NFH). Tale sigla fa riferimento alla denominazione Sea Helicopter; gli aeromobili SH90 della Marina Militare sono dislocati presso la stazione elicotteri di Sarzana-Luni e la stazione aeromobili Taranto-Grottaglie, nella versione NFH.

## Storia
Il programma NH90 nasce formalmente il 1º settembre 1992, data della firma del contratto di progetto e sviluppo dell'elicottero tra l'agenzia NATO NAHEMA (NATO Helicopter Management Agency) e il consorzio industriale NHIndustries. NAHEMA riunisce i rappresentanti delle forze armate delle quattro nazioni inizialmente interessate all'elicottero: Germania, Italia, Francia e Paesi Bassi. NHIndustries è il consorzio industriale incaricato di seguire il programma e costituito dai principali costruttori di elicotteri delle nazioni acquirenti. Le quote del consorzio sono suddivise per il 32,00 % alla AgustaWestland, per il 62,50 % all'Eurocopter e per il 5,50 % alla Stork Fokker Aerospace. La produzione era prevista originariamente presso 3 linee di assemblaggio principali; Tessera - Venezia in Italia per AgustaWestland, Marignane in Francia e Donauwörth in Germania per Eurocopter.
L'attività di progetto iniziò nel 1993, e il primo prototipo, il PT1, realizzò il primo volo il 18 dicembre 1995. Un secondo prototipo, il PT2, effettuò il primo volo il 19 marzo 1997 e il terzo prototipo, il PT3, il 27 novembre 1998.
L'NH90 è stato impostato con due varianti principali: una per trasporto tattico nota come TTH (Tactical Transport Helicopter) e l'altra per impiego navale definita NFH (NATO Frigate Helicopter). Nel tempo sono nate altre varianti specifiche personalizzate sulle richieste dei vari clienti internazionali.
Il programma inizialmente andò incontro a difficoltà per mancanza di fondi nei primi anni novanta, ma il 30 giugno 2000 le nazioni coinvolte siglarono un grosso ordinativo per 298 elicotteri, subito seguiti da una serie di altre richieste dall'Europa, dall'Asia e dall'Australia.
Il prezzo unitario stimato dalla Francia nel 2001 oscillava tra i 19 milioni di Euro per il TTH e i 30 milioni di Euro per gli NFH.
L'Italia per i suoi 116 + 1 (in opzione) NH90 ha firmato un contratto da 3,2 miliardi di euro valido dal 2000 al 2018.
Il 21 giugno 2001 anche il Portogallo si unì all'agenzia NAHEMA ordinando 10 elicotteri per le proprie forze armate. Con l'ingresso di questo quinto partner, le partecipazioni furono ridistribuite in 30.85% Eurocopter, 31.6% AgustaWestland, 30.85% Eurocopter Deutschland, 5.5% Stork Fokker e 1.2% Portogallo.
Sempre nel 2001, tre nazioni scandinave firmarono ordini per proprie varianti. La Svezia ha ordinato 18 elicotteri (più sette in opzione), la Finlandia 20 e la Norvegia 24. A seguito di questi contratti, è stata avviata una linea di assemblaggio finale specifica presso la società Patria in Finlandia.
Il 29 agosto 2003, la Grecia ha a sua volta ordinato 20 NH90 con una opzione per altri 14.
Nel 2005, l'Australia si è aggiunta ai clienti, con una richiesta iniziale di 12 elicotteri per rimpiazzare gli UH-1 Iroquois. Il numero fu rivisto in aumento nel 2006, quando l'Australian Defence Force annunciò il suo piano di sostituire la sua flotta di UH-60 Black Hawk e SH-3 Sea King con almeno 34 NH90 addizionali, portando l'ordine totale a 46, di cui 4 costruiti in Europa e 42 prodotti localmente presso la Australian Aerospace (una sussidiaria della Eurocopter) con sede Brisbane. L'NH90 in servizio con le forze armate australiane verrà denominato MRH 90, (Multi Role Helicopter).
Nello stesso mese, si è aggiunta la Nuova Zelanda con un contratto per 8 elicotteri (più uno da utilizzare come ricambi) per rimpiazzare la propria flotta di UH-1 Iroquois in dotazione alla Royal New Zealand Air Force.
Il 20 giugno 2007, nel corso del Salone internazionale dell'aeronautica e dello spazio di Parigi-Le Bourget 2007, il Belgio ha ordinato 10 NH90 (4 nella variante NFH e 4 in quella TTH, più 2 opzioni) diventando la sesta nazione a fare parte della NAHEMA. Lo stesso giorno, l'Esercito tedesco e la Luftwaffe hanno emesso un ordine per 42 ulteriori NH90.
Il programma è stato afflitto da ritardi a causa della complessa procedura di omologazione. Il primo elicottero di produzione (c/n 1002 CSX81517)  vola il 15 settembre 2004 a Vergiate, Italia, e i primi NH90 sono stati consegnati verso la fine del 2007 alla Bundeswehr, la Svezia ha ricevuto il primo NH90 il 20 giugno 2007, seguita dall'Australia il 18 dicembre mentre l'Aviazione dell'Esercito italiana ha ricevuto il suo primo NH90 il 21 dicembre 2007.
La certificazione di tipo della versione finlandese è stata approvata il 19 febbraio 2008.
Il 1º giugno 2008, un NH90 dell'aviazione dell'esercito italiana si è schiantato sul lago di Bracciano durante una esibizione acrobatica, uccidendo il pilota; salvi gli altri due occupanti.
Il 6 settembre 2010 un importante evento ha contraddistinto la storia di questo programma: per la prima volta un'organizzazione di certificazione militare (JMAAN, Joint Military Airworthiness Authorities) ha concesso ad un'industria una M-DOA (Military Design Organization Approval).
Agli inizi di luglio 2012, il Ministero della Difesa portoghese ha sospeso la partecipazione al programma NH90, non prendendo più in consegna i dieci esemplari della versione TTH che aveva ordinato.
Il 10 giugno 2022, il Ministero della Difesa norvegese ha annullato il suo contratto per gli NH90, chiedendo al produttore di rimborsare i circa 5 miliardi di NOK (520 milioni di dollari) che ha speso per il programma fino ad allora, in quanto gli elicotteri non avrebbero soddisfatto i requisiti specifici ed unici richiesti dalle Forze armate della Norvegia.

### NH 90 Block 2
Nel giugno 2025 Leonardo ed i suoi partner iniziano le fasi preliminari della versione aggiornata denominata "Block 2" 

## Versioni

### NFH: NATO Frigate Helicopter
Il ruolo primario dell'NFH è quello di elicottero imbarcato per la lotta antisommergibile (in inglese Anti-Submarine Warfare o ASW) e contro le unità navali di superficie (in inglese Anti-Surface unit Warfare, ASuW). La versione è stata progettata per essere in grado di operare in ogni condizione di luce e meteorologica, utilizzando come basi di decollo e atterraggio navi in ogni condizione di movimento. Questa versione è dotata di un radar di scoperta alloggiato in un radome presente sotto la fusoliera all'altezza della cabina di pilotaggio, nonché di un sonar filabile a mare e di un lanciatore di boe sonore (acoustic buoy) per l'individuazione dei sommergibili. Per impegnare queste unità sottomarine, è previsto l'impiego di due siluri, mentre per la lotta alle unità di superficie possono essere impiegati missili antinave.
Ruoli aggiuntivi sono il supporto aereo, il rifornimento verticale (HIFR), la ricerca e salvataggio e il trasporto truppe.

### TTH: Tactical Transport Helicopter
La versione TTH è ideata con il compito primario di trasportare 20 soldati equipaggiati o circa 2500 kg di materiale, per la cui movimentazione può utilmente fare uso di una rampa posteriore.
L'NH90 TTH può validamente essere impiegato anche per operazioni di ricerca e salvataggio o di soccorso medico, per il quale può essere allestito con 12 barelle (ruolo MEDEVAC/CASEVAC). Altri ruoli includono le operazioni speciali, la guerra elettronica, l'impiego come postazione di comando o il lancio di truppe elitrasportate, il trasporto VIP e l'addestramento.
Le versioni svedese e finlandese utilizzano la abbreviazione TTT (Tactical Troop Transport).

## Utilizzatori

Utilizzatori dellNH-90 :
TTH
NFH

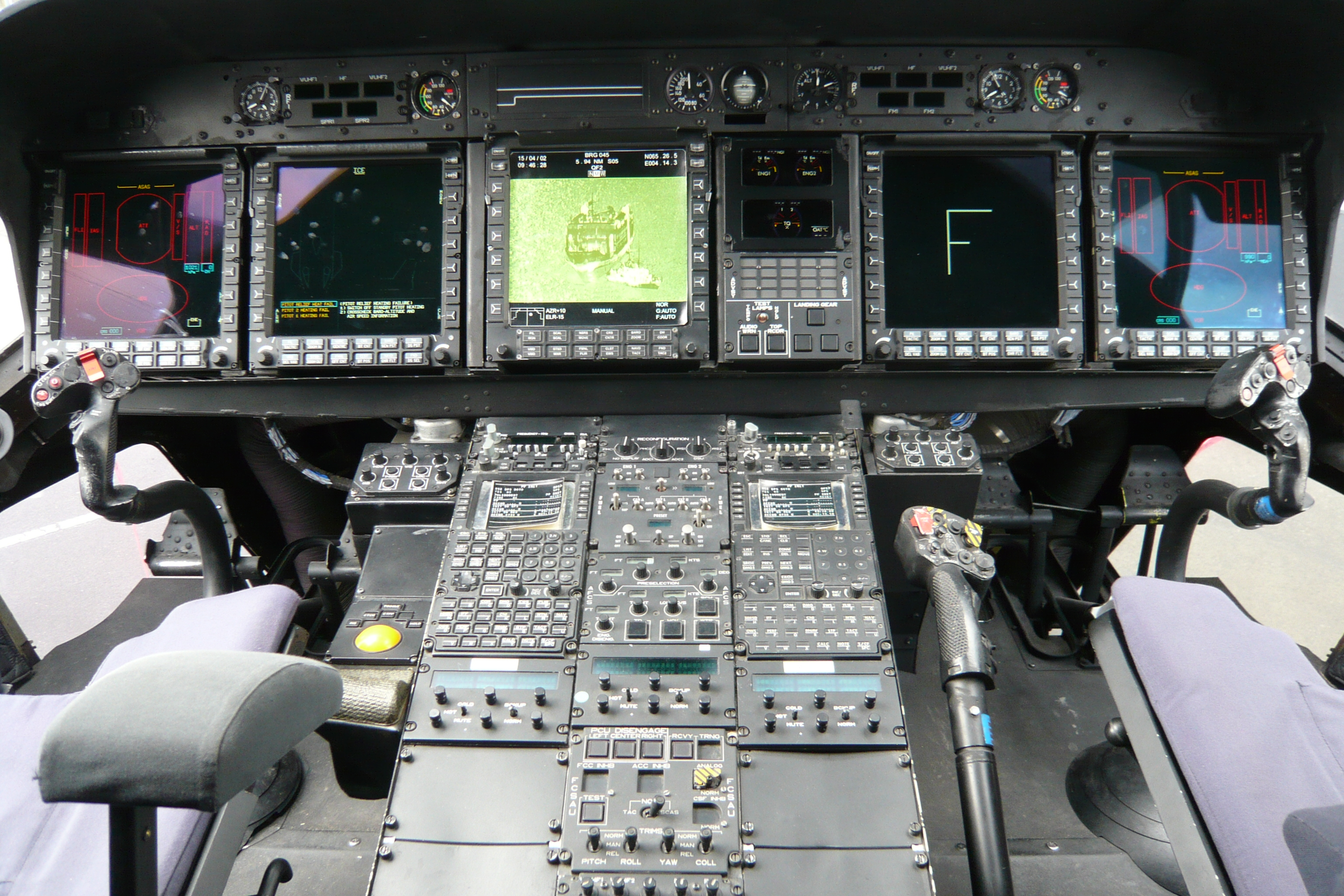
La cabina di pilotaggio di un NH90.

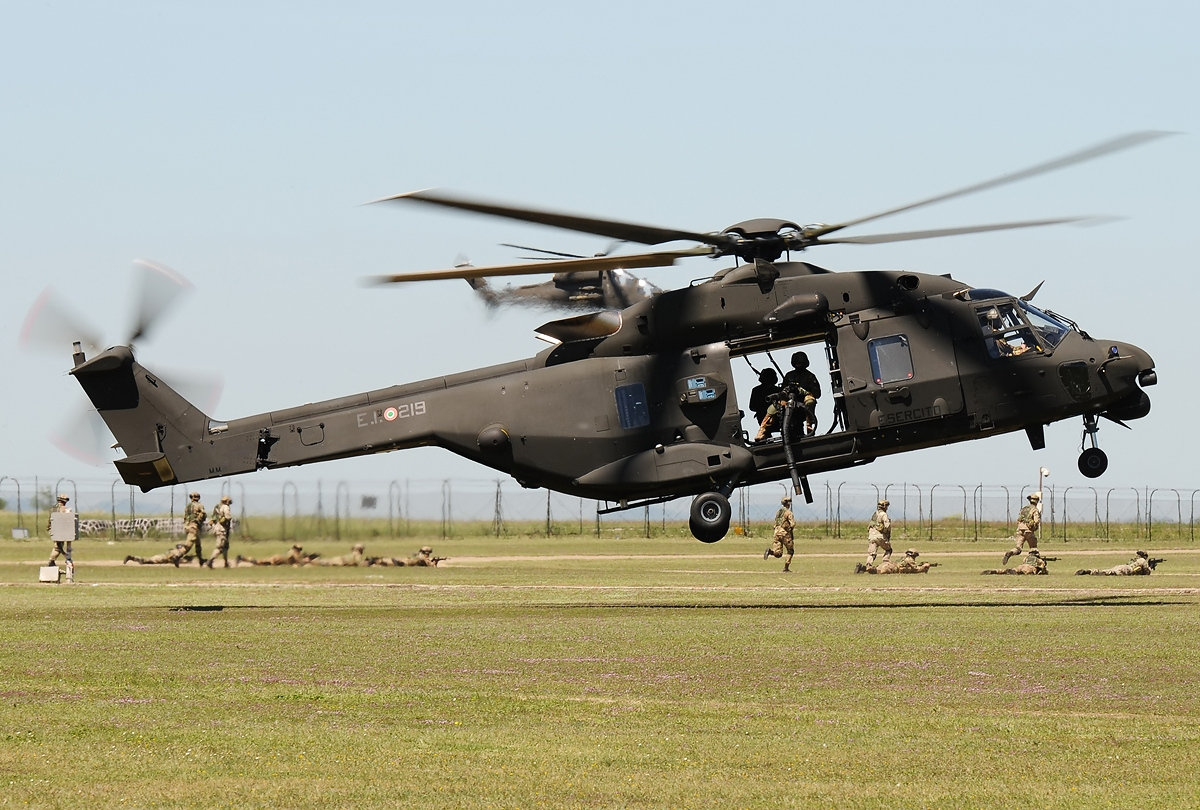
Un NH-90TTH dell'Esercito Italiano

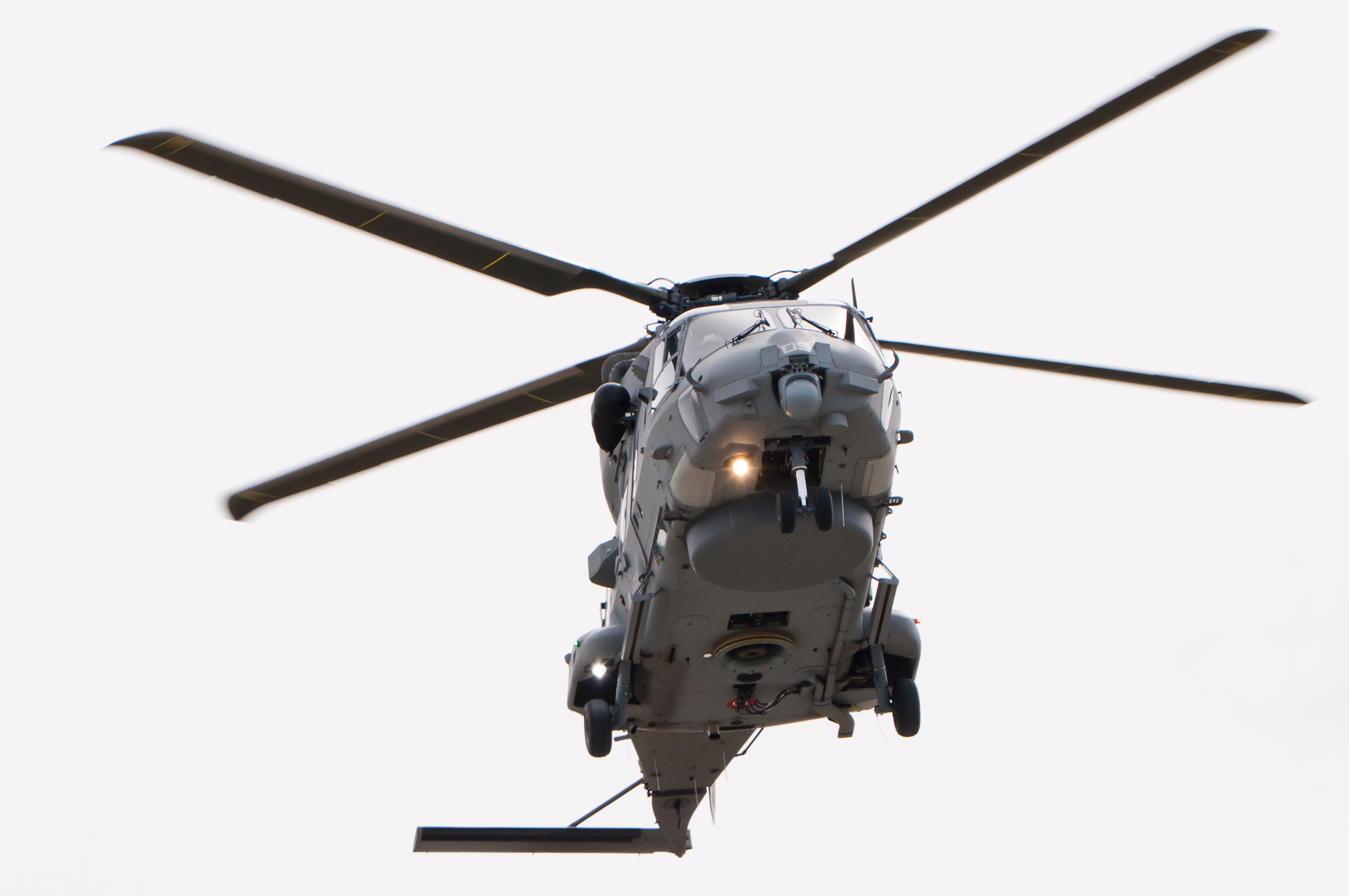
Un altro NH90 NFH della Marina Militare.

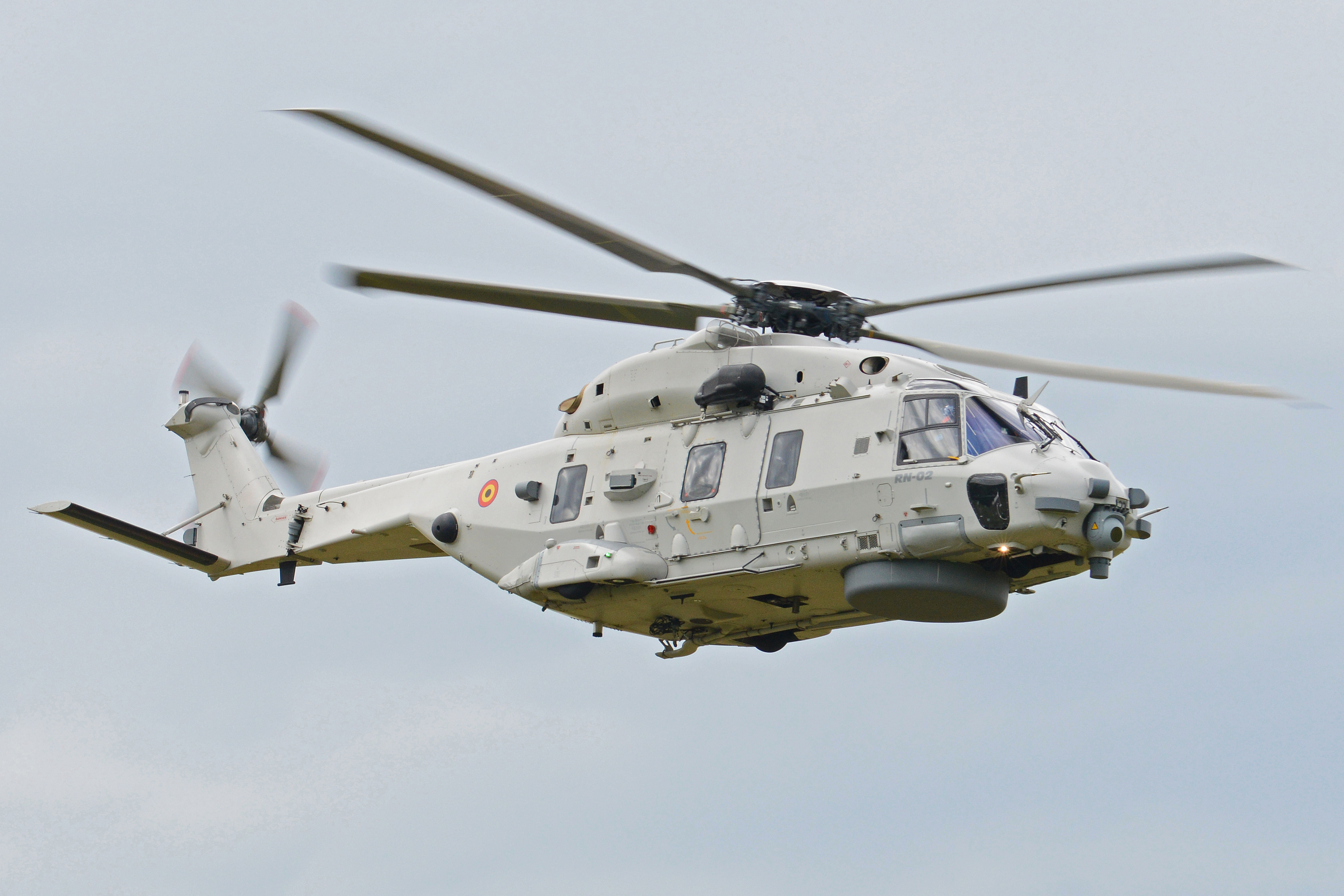
NH90 nella versione NFH per l'Componente marittima dell'armata belga.

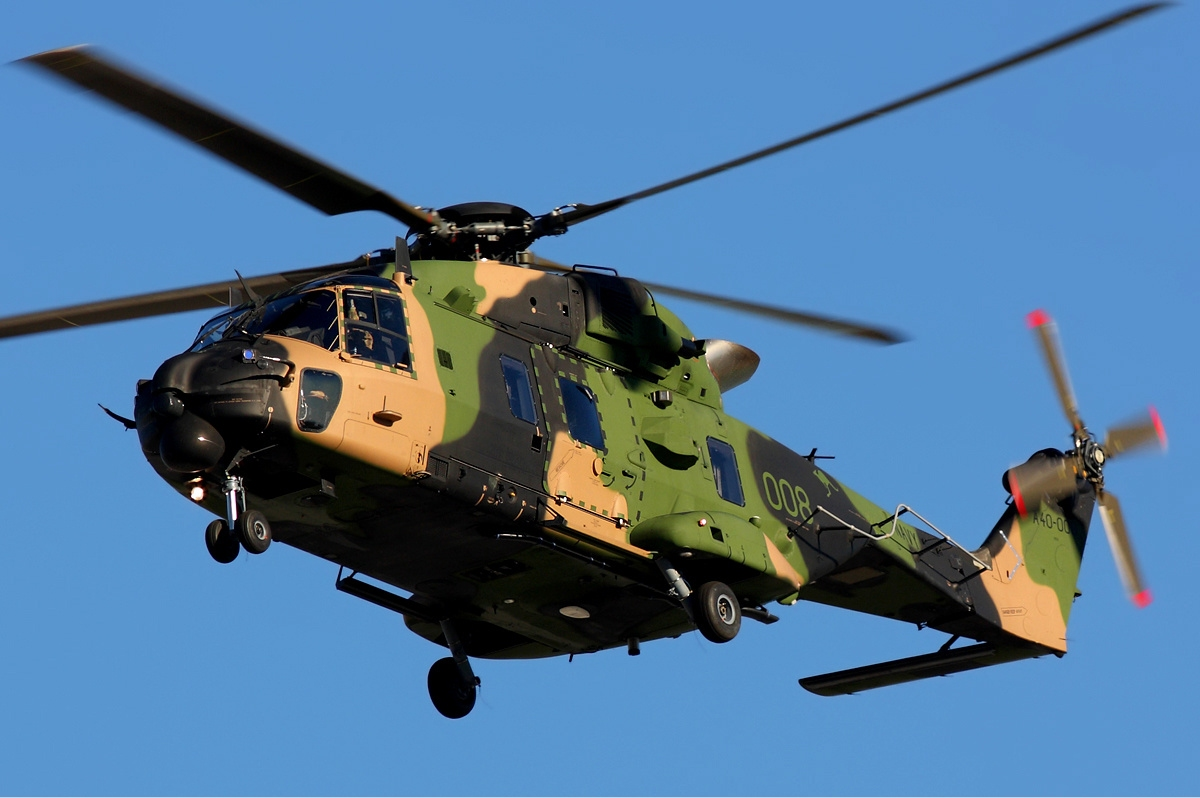
Un NHI MRH-90 Zhu-1 della Royal Australian Navy.

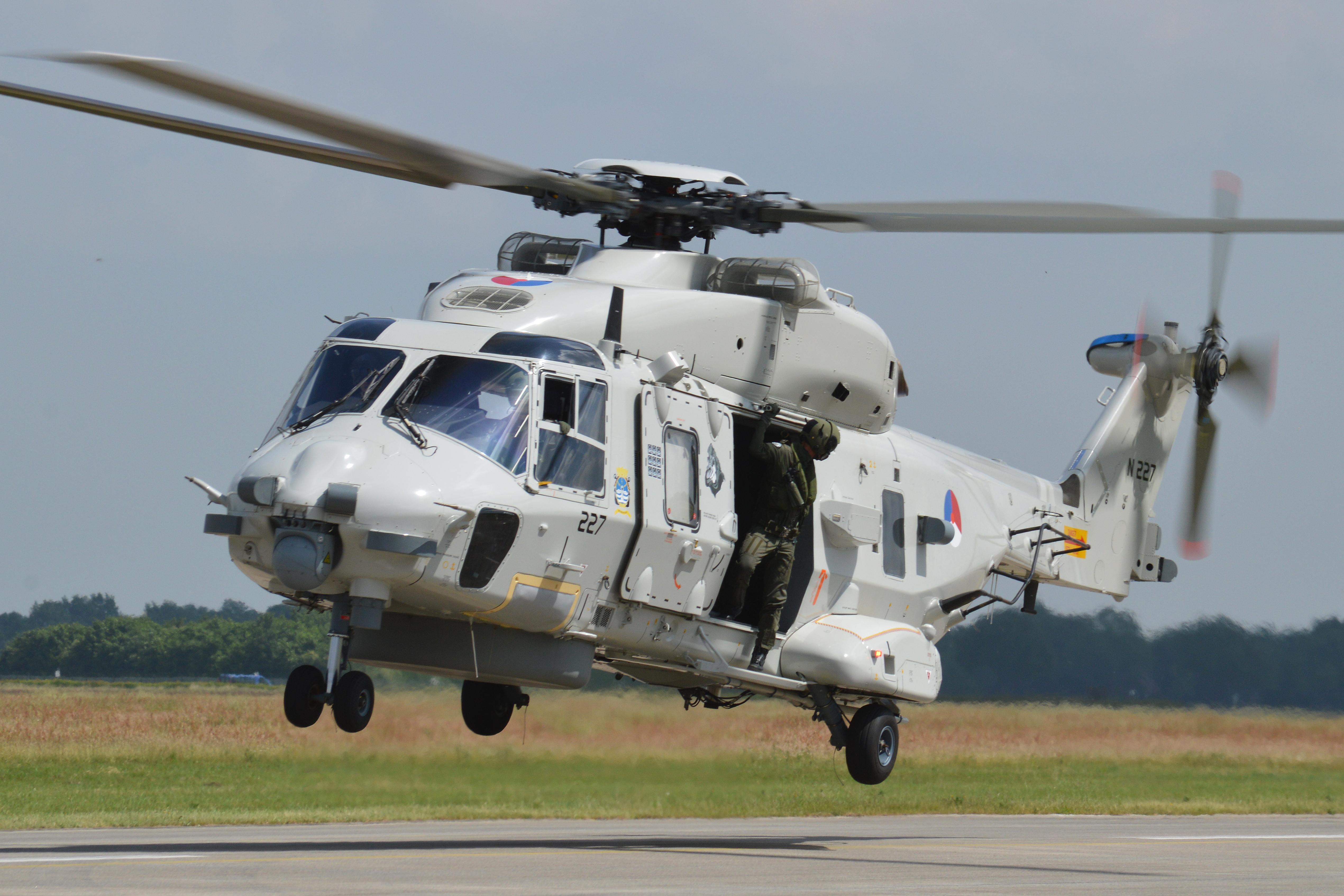
Un NH-90NFH in servizio presso la Marina dei Paesi Bassi.

TTH
     NFH
 Australia
- Australian Army

40 MRH 90 (TTH) consegnati a partire dal 2010. Tutti ritirati all'ottobre 2023, con un anno di anticipo rispetto a quanto pianificato.
- Royal Australian Navy

7 MRH 90 Taipan assegnati al No.808 Naval Air Squadron sulla base HMAS "Albatros" di Nowra, Nuovo Galles del Sud, ed entrati in servizio a partire dall'11 luglio 2013.
 Belgio
- Componente marittima dell'armata belga

4 NH 90 TTH e 4 NH90 NFH consegnati. Degli NFH, due verranno imbarcati nelle navi e altri due andranno a sostituire i Westland Sea King nel compito di ricerca e soccorso.
 Finlandia
- Suomen maavoimat

20 NH90 TTH ordinati nel 2001, con consegne avvenute tra il 2008 ed il luglio del 2015. Il primo esemplare è stato assemblato da Airbus, mentre i rimanenti 19 sono stati assemblati localmente da Patria.
 Francia
- Marine nationale/Aéronautique navale

27 NFH (di cui 14 NH-90 NHC Caiman Marine) ordinati, consegnati tra il 21 dicembre 2012 e il 10 dicembre 2021. 24 NFH consegnati all'ottobre 2020.
- Armée de terre/Aviation légère de l'armée de terre

74 TTH ordinati, 45 consegnati al novembre 2020. Ulteriori 10 esemplari, nella versione NH90 FS, sono stati ordinati ad ottobre 2020, saranno destinati alle forze speciali e consegnati tra il 2025 e il 2026. Ulteriori 8 NH90 FS per le Forze speciali sono stati ordinati a dicembre 2023. L'ultimo di 63 NH-90TTH consegnato il 4 febbraio 2025.
 Germania
- Deutsches Heer

82 NH-90 TTH ordinati.
- Luftwaffe

42 TTH (+12)
- Deutsche Marine

Le consegne dei 18 NH-90 NTH, selezionati nel 2013 ed ordinati nel 2015, sono iniziate a giugno 2020 con il primo esemplare e sono terminate con la consegna dell’ultima delle 18 macchine il 31 gennaio 2023. Ulteriori 31 NH90 MRFH Sea Tiger ordinati il 26 novembre 2020, con consegne a partire dal 2025.
 Grecia
- Ellinikós Stratós

20 NH90 TTH (16 da trasporto, 4 per operazioni speciali, più 4 kit per trasformare altrettanti esemplari da trasporto in elicotteri MedEvac ordinati il 29 agosto 2003, con i primi esemplari consegnati a partire dal 7 giugno 2011. Rimasta bloccata per motivi di costi e per tassi di operatività non ottimali registrati dai primi esemplari consegnati, la commessa è stata sbloccata l'8 aprile 2021, con l'autorizzazione ad acquistare gli ultimi sei esemplari che rimanevano da consegnare.
 Italia
- Esercito Italiano

60 NH-90 TTH ordinati. Un esemplare è precipitato a giugno del 2008. L'ultimo dei 60 esemplari è stato consegnato il 25 novembre 2022.
- Marina Militare

46 SH-90A (NFH) e 10 MITT (Maritime – Italian Navy Tactical Transport) ordinati. Gli NH90 NFH sostituiranno gli Agusta-Bell AB 212 ASW. Il 15 giugno 2011 è stato consegnato all'Aviazione Navale il primo NH90 NFH (matricola ditta HITN-04, Matricola Militare 3-04) destinato al quinto gruppo elicotteri di stanza presso MARISTAELI Luni. L'ultimo MH-90A è stato consegnato il 26 agosto 2021. L'ultimo dei 46 NH-90 NFH è stato consegnato il 29 settembre 2023.
 Norvegia
- Kongelige Norske Sjøforsvaret

14 ordinati nel 2001 (6 NFH ASW e 8 NFH SAR e Guardia Costiera, ma affidati all'aeronautica), 7 in servizio all'aprile 2018. Il 10 giugno 2022, il Ministero della Difesa norvegese ha annullato il suo contratto per gli NH90, in quanto gli elicotteri non avrebbero soddisfatto i requisiti specifici ed unici richiesti dalle proprie Forze armate.
 Nuova Zelanda
- Royal New Zealand Air Force

8 NH90 TTH ordinati nel 2006, con consegne iniziate nel dicembre del 2011.
 Paesi Bassi
- Koninklijke Marine

12 NFH ASW e 8 TTH ordinati.
 Oman
- Al Quwwat al-Jawwiya al-Sultanya al-Omanya

20 TTH con motori potenziati ordinati per operazione di trasporto tattico e ricerca e soccorso.
 Qatar
- Qatar Emiri Air Force

16 TTH e 12 NFH ordinati a marzo 2018, che saranno consegnati a partire dal 2022. Il primo dei 16 esemplari, della versione TTH, è stato consegnato il 10 dicembre 2021. I primi due esemplari dei dodici della versione NFH sono stati consegnati il 31 marzo 2022.
 Spagna
- Fuerzas Aeromóviles del Ejército de Tierra

16 TTH ordinati  (GSPA: Ground SPain Army), 12 dei quali sono stati consegnati al luglio 2019.
- Ejército del Aire

6 TTH ordinati ed in consegna dal 2019. Ulteriori 6 TTH C/SAR ordinati a settembre 2018. Primo esemplare del secondo lotto di sei, consegnato il 20 dicembre 2024.
- Armada Española

7 NFH/TTH/CSA (MSPT: Marine SPain Tactical) ordinati a settembre 2018. Primi due esemplari consegnati a fine maggio 2025 ed entrati ufficialmente in sevizio il 30 luglio successivo.
 Svezia
- Svenska flygvapnet

18 NH90 (13 in configurazione TTH/SAR e 5 in configurazione ASW) ordinati il 26 settembre 2001 e tutti consegnati tra l'aprile 2011 e l'agosto 2019. 4 HKP 14E sono stati convertiti alla configurazione ASW tramite un processo iniziato nel 2016, che fornirà ai militari una flotta bilanciata di 9 tipi di operazioni a terra HKP 14E e 9 modelli ASW HKP 14F. Seguendo la Norvegia, nel novembre 2022 anche la Svezia ha dichiarato la propria intenzione di uscire dal programma. A partire dal 2022, si è deciso di sottoporre tutti i diciotto elicotteri ad un processo di retrofit in Francia e Finlandia, includendo l’aggiunta di nuove attrezzature come il radar tattico e sonar (quest’ultimo per la versione navale).

### Periodici
- In servizio gli MRH90 Taipan australiani, in JP4 mensile di Aeronautica e Spazio, n. 476, Firenze, EdiService srl, settembre 2013,  p. 25.